# M/S Eckerö
M/S Eckerö är en färja som ägs av Eckerölinjen och trafikerar linjen mellan Eckerö på Åland och Grisslehamn i Sverige.

## Historia
Fartyget byggdes 1979 av Aalborg Værft i Danmark och fick då namnet M/S Jens Kofoed. Ursprungligen gick det i trafik mellan Rönne och Köpenhamn samt Ystad.
År 2006 köptes fartyget av Rederiaktiebolaget Eckerö och sattes in på linjen mellan Eckerö och Grisslehamn. Den fick samtidigt namnet M/S Eckerö.
Sedan 1 januari 2009 seglar fartyget under svensk flagg. Den tidigare hemmahamnen Eckerö på Åland ändrades då till Grisslehamn. Omflaggningen gjordes för att trygga snusförsäljningen ombord efter ändringar i den finska tobakslagen.
Systerfartyget till M/S Eckerö är M/S Povl Anker.

## Olyckor
Den 13 oktober 2023 inträffade en olycka under lastning i Grisslehamn. En del av det övre bildäcket föll ner på grund av en trasig vajer. Två personer skadades lindrigt och fördes till sjukhus. Trafiken återupptogs dagen därpå.

## Däck
- Däck 3: Bildäck
- Däck 4: Bildäck
- Däck 5: Reception och taxfreebutik
- Däck 6: Bufférestaurang, à la carte-restaurang, kafeteria och lekrum
- Däck 7: Grillrestaurang och bar
- Däck 8: Konferensrum och soldäcksbar